# Когнитивная модель
Когнитивная модель — формальная модель психического или социально-психологического процесса, то есть формализованная абстракция данного процесса, воспроизводящая его некоторые основные, ключевые, по мнению данного исследователя, моменты с целью его экспериментального изучения либо с целью экстраполяции сведений о нём на то, что исследователь считает частными случаями данного процесса.
В начале XX века в психологии широко использовались модели «гидравлического типа», основанные на принципе компенсации — «в одном месте убавилось, в другом прибавилось» (на этом же устаревшем принципе основана так называемая Модель А, используемая в соционике). Подобного рода модели до сих пор используются в популярной психологии (например, модель трёх состояний Эго, предложенная Э. Берном).
В настоящее время в психологии всё чаще используются модели, основанные на вероятностно-статистической оценке явлений и алгоритмическом подходе.